# Anna-Marie de Zwager
Anna-Marie de Zwager (Victoria, 17 settembre 1976) è una canottiera allenatrice di canottaggio canadese.

## Biografia
Ha frequentato l'Università di Victoria dove ha anche giocato in porta nella squadra di hockey su prato della Varsity.
Ha rappresentato il Canada ai Giochi olimpici estivi di Atene 2004 in cui ha ottenuto il 7º posto con l'otto canadese, composto da Andréanne Morin, Pauline van Roessel, Jacqui Cook, Roslyn McLeod, Karen Clark, Romina Stefancic, Sabrina Kolker e Sarah Pape.
Ha fatto la sua seconda apparizione olimpica a Pechino 2008, classificandosi 8ª nel quattro di coppia, con Janine Hanson, Rachelle De Jong-Viinberg e Krista Guloien.
Dopo il ritiro dalla carriera agonistica è divenuta allentratice della squadra di canottaggio della Oak Bay High School.